# Hexatoma (Eriocera) robinsoni
Hexatoma (Eriocera) robinsoni is een tweevleugelige uit de familie steltmuggen (Limoniidae). De soort komt voor in het Oriëntaals gebied.